# Афар (регион)
Афар или званично Регионална Држава Афар (афар.Qafar),  једна је од 11 федералних субјеката (етничких региона) у Савезној Демократској Републици Етиопији. Налази се на североистоку државе. Обухвата површину од 72.053 км² и има око 1.602.995 становника (2012). Насељеност територије је  је 22,0 становника по км².
Главни и највећи град је Семера.

## Демографија
Већинско становништво региона чини народ Афари (90%), те нешто Амхари и други. Доминантна религија је ислам (95%) и остало су православци.